# Historia o translacji św. Mikołaja Wielkiego

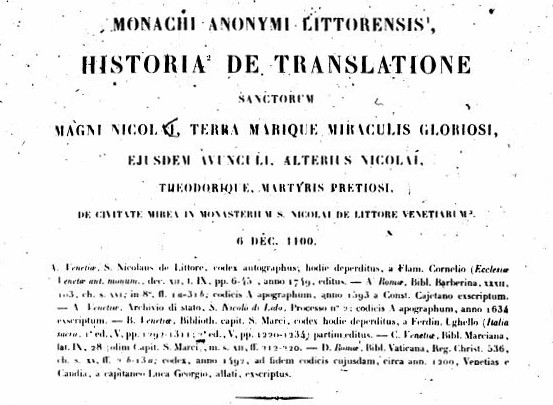
Historia de translatione sanctorum Magni Nicolai – strona tytułowa edycji paryskiej z 1895 roku.

Historia o translacji św. Mikołaja Wielkiego (łac. Historia de translatione sanctorum Magni Nicolai), także Translacja św. Mikołaja, pełny tytuł Historia o translacji św. Mikołaja Wielkiego, sławnego cudami na morzu i ziemi, jego wuja, innego Mikołaja oraz wspaniałego męczennika Teodora, z miasta Miry do klasztoru św. Mikołaja na Lido przy Wenecji (łac. Historia de translatione sanctorum magni Nicolai, terra marique miraculis gloriosi, ejusdem avunculi alterius Nicolai, Theodorique, martyris pretiosi, de civitate Mirea in monasterium S. Nicolai de Littore Venetiarum) – napisana po łacinie kronika wydarzeń, które doprowadziły do sprowadzenia podczas pierwszej krucjaty relikwii św. Mikołaja do Wenecji, autorstwa anonimowego mnicha z klasztoru św. Mikołaja na wyspie Lido koło Wenecji, zwanego Mnichem z Lido. Spisana prawdopodobnie w latach 1102–1108. Część badaczy utożsamia Mnicha z Lido z Gallem Anonimem, autorem Kroniki polskiej.

## Okoliczności powstania

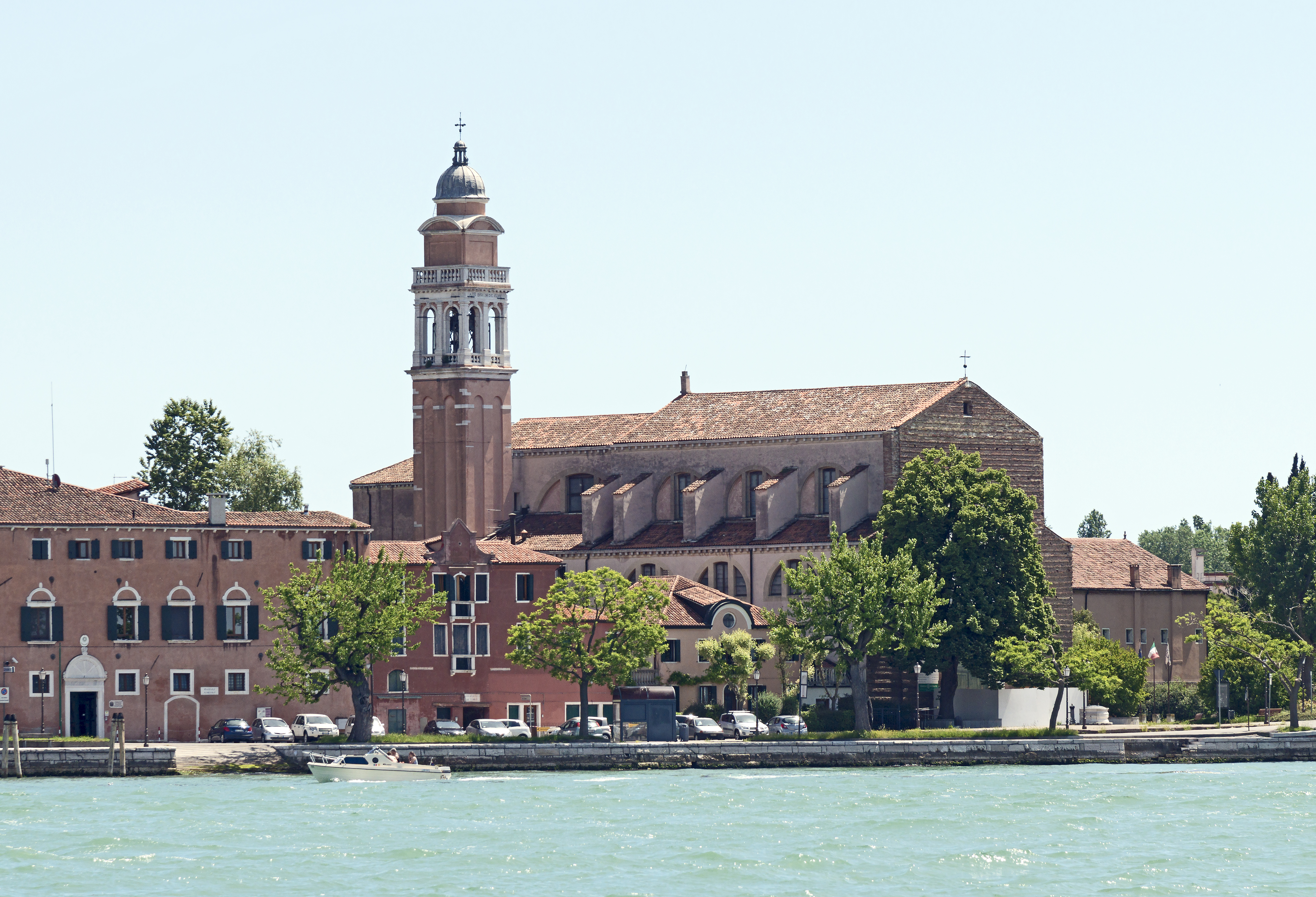
Kościół i klasztor św. Mikołaja na wyspie Lido koło Wenecji.

Powstanie Translacji związane jest z rozwojem w łacińskiej Europie kultu św. Mikołaja, czczonego do tego czasu głównie na Wschodzie. W 1087 roku przeniesiono relikwie świętego z Miry w Licji do Bari w południowych Włoszech. W odpowiedzi Wenecjanie sprowadzili do swojego miasta „prawdziwe” relikwie, gdy podczas pierwszej wyprawy krzyżowej w roku 1100 zdobyli Mirę. Niewdzięczne zadanie przekonania świata o słuszności sprawy zaaranżowanej przez Wenecjan wziął na siebie anonimowy autor Translacji. Nie ulega wątpliwości, że dobrze znał on ówczesne realia polityczne, a cały utwór świadczy, że nosił w sercu dobro Wenecji i jej zwierzchność nad innymi miastami regionu. Liczne są w tekście akcenty polemiczne wobec wątpiących w prawdziwość relikwii, z drugiej strony autor musi uzasadniać przejęcie relikwii od chrześcijan wschodnich.
Utwór został napisany w latach 1102–1108, jak wynika z tekstu, przez anonimowego mnicha opactwa św. Mikołaja na Lido. Autor opowiadając o jednym z cudów zaznacza, że mnisi z klasztoru na Lido byli świadkami tego zdarzenia, a on sam w tym samym czasie odmawiał nieopodal officium.

## Zawartość Translacji
Dzieło opowiada o wyprawie floty weneckiej do Ziemi Świętej. Zwierzchnictwo nad wyprawą objął biskup wenecki Enrico Contarini, a wojskami dowodził Giovanni Vitale, syn doży weneckiego Witalisa Michała. Wyruszono jesienią 1099 roku a powrócono 6 grudnia 1100 roku. Dzieje wyprawy obfitują w wiele dramatycznych wydarzeń, wśród których nie brakuje bitew czy oblężeń. Wenecjanie zdobyli też miasto Mirę w Licji. W tamtejszej katedrze rozpoczęli poszukiwania grobu św. Mikołaja i jego najbliższych towarzyszy, podczas których burzyli mury, przekopywali grunt, a nawet torturowali strażnika świątyni. W końcu odnaleźli relikwie, które uznali za najdroższy skarb. Wypłynęli z nimi na Cypr, potem do Jafy w Ziemi Świętej, aby dotrzeć do Jerozolimy. Wzięli udział w oblężeniu i szturmie Hajfy. Po zwycięstwie drogą morską wrócili do Wenecji, a relikwie św. Mikołaja zostały złożone w klasztorze na Lido. Tekst właściwej Translacji zamyka uroczysta homilia biskupa Henryka, po której w tekście znajduje się opowiadanie o jedenastu cudach, które wydarzyły się na Lido za sprawą św. Mikołaja.

## Forma i styl Translacji
Historia o translacji jest z jednej strony klasycznym dziełem hagiograficznym, składającym się z trzech części: właściwej translacji, kazania i rejestru cudów (miracula). Zarazem w dużych fragmentach jest kroniką wojennych dokonań Wenecjan w formie rycerskich gesta. Utwór został napisany rytmizowaną i rymowaną prozą łacińską, zwaną cursus, z zastosowaniem rymu dwuzgłoskowego. Podzielony jest na kilkadziesiąt krótkich opowieści, z których każda zawarta jest w osobnym rozdziale.

## Znaczenie Translacji

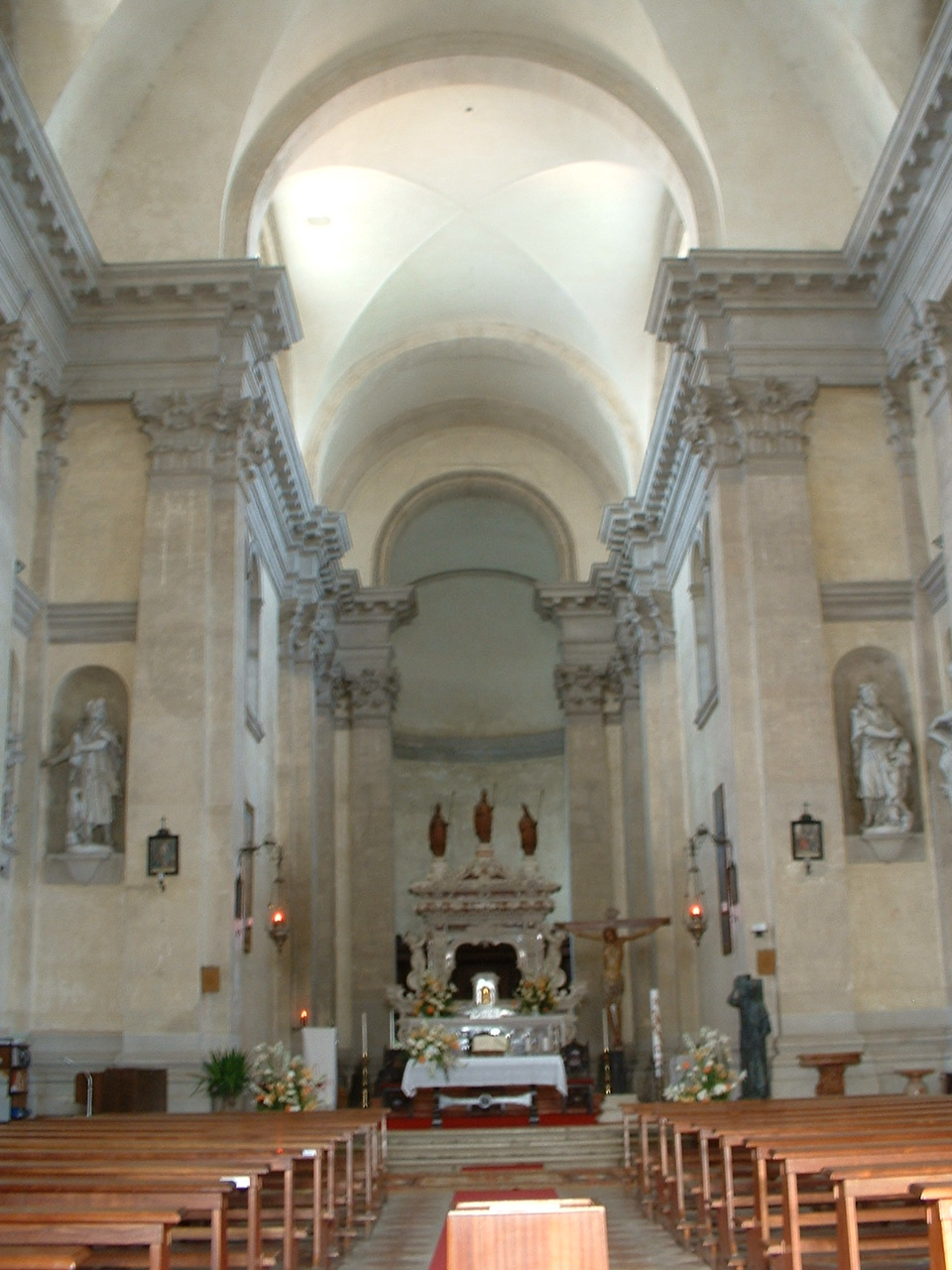
Wnętrze kościoła św. Mikołaja na Lido z relikwiami świętego w ołtarzu.

Utwór jest jednym z najważniejszych źródeł do poznania dziejów pierwszej wyprawy krzyżowej oraz XI-wiecznej Wenecji. Chociaż najstarsze rękopisy zaginęły, to znamy ich treść z pierwszego wydania drukowanego, które przygotował w 1653 roku Ferdinando Ughelli. Kolejne, rozszerzone wydania, ukazały się w latach 1720 i 1749. W 1895 roku francuscy historycy przygotowali edycję krytyczną, zamieszczając ją w zbiorze najważniejszych źródeł do wypraw krzyżowych.
Zwolennicy tzw. hipotezy weneckiej uważają, że Mnich z Lido jest tożsamy z Gallem Anonimem. W 1965 roku Danuta Borawska w rozprawie Gallus Anonim czy Italus Anonim z 1965 roku wykazała, że Translacja wykazuje wiele podobieństw do Kroniki polskiej Galla Anonima. W analizie opublikowanej w 2008 roku Tomasz Jasiński rozwinął tezy Borawskiej,  wyciągając wnioski z prac filologów zajmujących się rytmiką średniowiecznej prozy łacińskiej. Doszedł do wniosku, że chociaż treść obu dzieł jest różna, to forma – taka sama. Wspólna jest im metoda nagłego przerywania narracji, aby później powrócić do tematu. W obu spotykamy zwrot „długo trwałoby [o tym] opowiadać” (łac. longum existet enarrare), którym autor uchyla się od podnoszenia trudnych problemów, oraz opowieści zaczynające się od krótkich okrzyków radości lub smutku. Oba przeniknięte są patriotyzmem, wzajemnie powtarzają te same frazy i epitety a ich słownictwo jest bardzo podobne. Zarówno Translacja jak i Kronika zostały napisane przez autora, który nie ujawnił własnego imienia.